# Phalloceros
Genre
Phalloceros est un genre de poissons de la famille des Poeciliidae.

## Liste des espèces
Selon Fishbase :
- Phalloceros alessandrae Lucinda, 2008
- Phalloceros anisophallos Lucinda, 2008
- Phalloceros aspilos Lucinda, 2008
- Phalloceros buckupi Lucinda, 2008
- Phalloceros caudimaculatus (Hensel, 1868)
- Phalloceros elachistos Lucinda, 2008
- Phalloceros enneaktinos Lucinda, 2008
- Phalloceros harpagos Lucinda, 2008
- Phalloceros heptaktinos Lucinda, 2008
- Phalloceros leptokeras Lucinda, 2008
- Phalloceros leticiae Lucinda, 2008
- Phalloceros lucenorum Lucinda, 2008
- Phalloceros malabarbai Lucinda, 2008
- Phalloceros megapolos Lucinda, 2008
- Phalloceros mikrommatos Lucinda, 2008
- Phalloceros ocellatus Lucinda, 2008
- Phalloceros pellos Lucinda, 2008
- Phalloceros reisi Lucinda, 2008
- Phalloceros spiloura Lucinda, 2008
- Phalloceros titthos Lucinda, 2008
- Phalloceros tupinamba Lucinda, 2008
- Phalloceros uai Lucinda, 2008